# Kurihara
Kurihara (japanisch 栗原市 Kurihara-shi) ist eine Stadt in der Präfektur Miyagi auf Honshū, der Hauptinsel von Japan.

## Geographie
Kurihara liegt südlich von Ichinoseki und nördlich von Sendai.

## Geschichte
Die Stadt wurde am 1. April 2005 aus den Kleinstädten Tsukidate (築館町, -machi), Wakayanagi (若柳町, -machi), Kurikoma (栗駒町, -machi), Shiwahime (志波姫町, -machi), Takashimizu (高清水町, -machi), Ichihasama (一迫町, -machi), Semine (瀬峰町, -machi), Uguisuzawa (鶯沢町, -machi), Kannari (金成町, -machi) und dem Dorf Hanayama (花山村, -mura) des Landkreises Kurihara gegründet. Der Landkreis wurde daraufhin aufgelöst.
Beim Tōhoku-Erdbeben vom 11. März 2011 wurde in Kurihara mit der Stufe 7 auf der JMA-Skala die höchste seismische Aktivität in ganz Japan gemessen.

## Verkehr
- Straße:
  - Tōhoku-Autobahn
  - Nationalstraße 4, nach Tokio bzw. Aomori
  - Nationalstraße 398,457
- Zug:
  - JR Tōhoku-Shinkansen: Bahnhof Kurikoma-Kōgen
  - JR Tōhoku-Hauptlinie

## Angrenzende Städte und Gemeinden

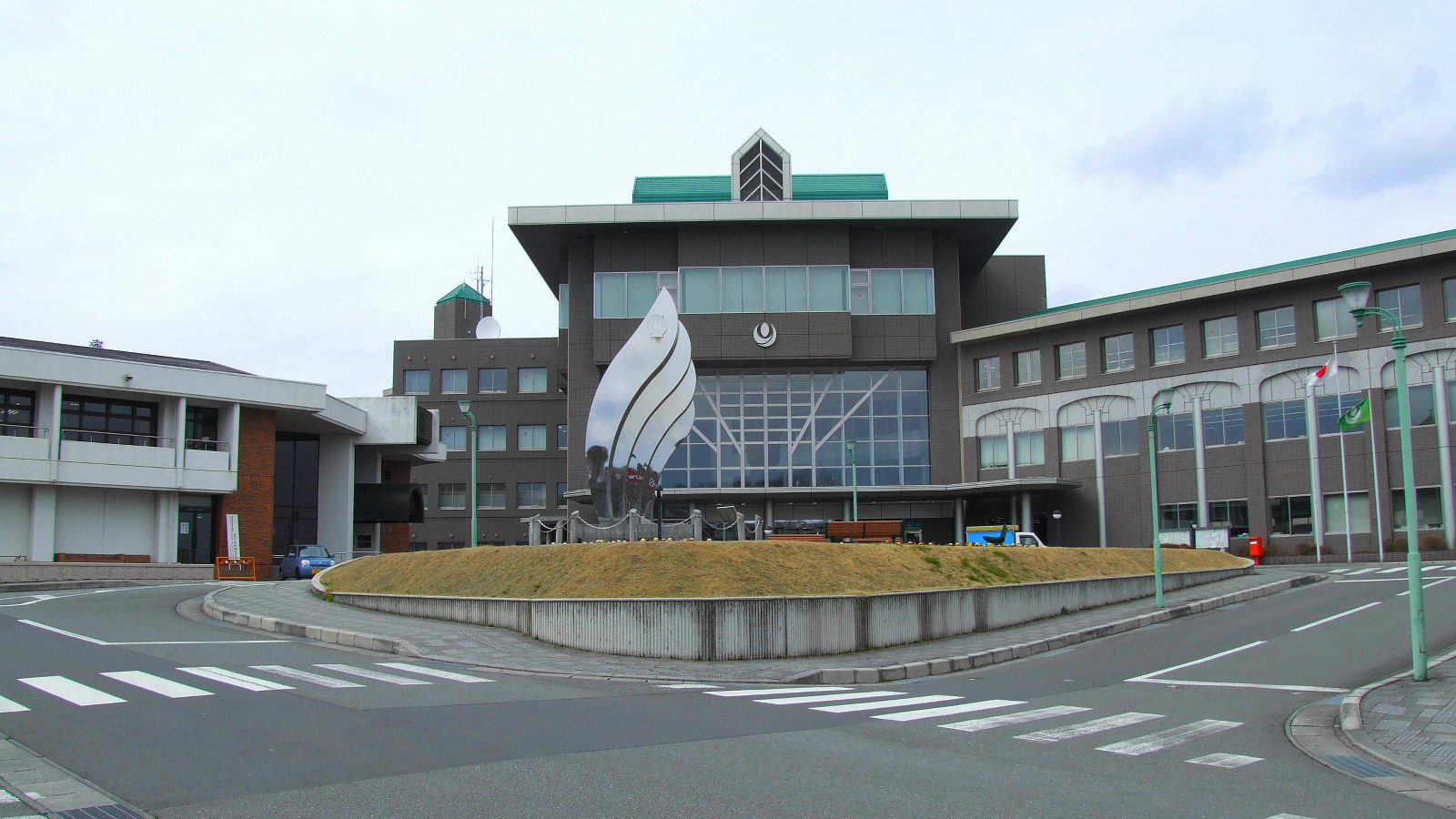
Rathaus von Kurihara (März 2007)

- Präfektur Miyagi
  - Tome
  - Ōsaki
- Präfektur Akita
  - Yuzawa
  - Higashinaruse
- Präfektur Iwate
  - Ichinoseki

## Städtepartnerschaften
- Akiruno, Japan, seit 1985